# Alma (Nebraska)
Alma – miasto w Stanach Zjednoczonych, w stanie Nebraska, siedziba administracyjna hrabstwa Harlan.